# Ekaterina Atalık
Ekaterina Atalık (Rússia, 14 de novembro de 1982) é uma enxadrista que nasceu na Rússia e que atualmente reside na Turquia. É considerada uma das cem melhores jogadoras de xadrez.